# 埃利薩移民鎮
26°55′S 59°31′W / 26.917°S 59.517°W
埃利薩移民鎮（西班牙語：Colonia Elisa），是阿根廷的城鎮，位於該國北部查科省，是卡布拉爾中士縣的首府，始建於1909年5月29日，該城鎮海拔高度59米，2001年人口4,570。